# Stadtarchiv Aalen
Das Stadtarchiv Aalen ist das Archiv der Kreisstadt Aalen. Rechtliche Grundlagen sind das Gesetz über die Pflege und Nutzung von Archivgut (Landesarchivgesetz) vom 27. Juli 1987 und die Archivordnung der Stadt Aalen vom 7. März 2006.

## Geschichte
Das Stadtarchiv Aalen wurde 1950 gegründet und zunächst von Herbert Plickert ehrenamtlich geleitet. Plickert bewertete die städtische Registratur und trennte das Archivgut von dieser ab. Auf ihn geht auch eine umfangreiche Sammlung von in anderen Archiven überlieferten Unterlagen zur Aalener Stadtgeschichte zurück, die als Ersatz für die Überlieferungsverluste in Folge des großen Stadtbrands von 1634 sowie der Vernichtung weiterer Altakten im 19. Jahrhundert dienen. Mit Karlheinz Bauer erhielt das Stadtarchiv 1977 erstmals eine hauptamtliche Leitung. Ihm folgten 1995 Roland Schurig und 2016 Georg Wendt als Stadtarchivare nach.

## Bestände
Das Schriftgut der mittelalterlichen Reichsstadt Aalen ging beim Stadtbrand von 1634 vollständig verloren. Weitere frühneuzeitliche Akten und Unterlagen wurde auf Beschluss des Stadtrats in der Mitte des 19. Jahrhunderts an Altpapierhändler verkauft, da ihnen keine praktische Bedeutung mehr zugemessen wurde. Unter dem Aalener Schultheißen Gustav Oesterlein (1848–1873) wurden die übriggebliebenen Restbestände erstmals verzeichnet. Die Überlieferung setzt weitestgehend erst im 19. Jahrhundert ein.
Das Stadtarchiv verwahrt mehr als 1200 laufende Regalmeter Archivgut, das durch zahlreiche Nachlässe und Sammlungen ergänzt wird. Die Ratsprotokolle (ab 1638, mit Lücken), Lagerbücher (ab 1668) sowie ein kleinerer Bestand Urkunden (v. a. 17. und 18. Jahrhundert) reichen bis ins 17. Jahrhundert zurück. Darüber hinaus sind eine umfangreiche Rechnungsüberlieferung, Kaufbücher sowie Inventuren und Teilungen vorhanden. Die Unterlagen der Kernstadt Aalen sowie der Stadtbezirke Dewangen, Ebnat, Fachsenfeld, Hofen, Unterkochen, Unterrombach, Waldhausen und Wasseralfingen bis 1975 sind ebenfalls bereits vollständig erschlossen. Die vorhandenen Personenstandsregister reichen bis 1876 zurück. Bauakten zu abgerissenen Gebäuden sind ebenfalls im Stadtarchiv überliefert, während die Akten noch bestehender Gebäude im Bauarchiv verwaltet werden.
Unter den Sammlungsbeständen sind die Quellensammlung der in anderen Archiven überlieferten Unterlagen zur Stadtgeschichte, die Nachlässe sowie das umfangreiche Foto- und Filmarchiv ebenso hervorzuheben wie die bis 1837 zurückreichende Zeitungssammlung.

## Historische Bildungs- und Öffentlichkeitsarbeit
Das Stadtarchiv gibt gemeinsam mit dem Geschichtsverein Aalen seit 1978 die Zeitschrift Aalener Jahrbuch heraus. Es ist Gründungsmitglied von Ostalbum. Gemeinschaftsblog der Kommunalarchive im und um den Ostalbkreis. Mit seiner eigenen Podcast-Reihe „Briefe von Willi“, die sich mit den Feldpostbriefen des Aalener Gymnasiasten Willi Klumpp aus dem Zweiten Weltkrieg beschäftigt, erzielte das Stadtarchiv ein überregionales Medienecho.